# Lispocephala dispar
Lispocephala dispar är en tvåvingeart som först beskrevs av Grimshaw 1901.  Lispocephala dispar ingår i släktet Lispocephala och familjen husflugor. Inga underarter finns listade i Catalogue of Life.